# Woodstock (Peanuts)
Woodstock je fiktivni lik žute ptičice koja pripada Snoopyju, fiktivnom liku iz serije stripova Peanuts. Osmislio ga je Charles M. Schulz. Od 60-ih godina često se pojavljuje ptica (ili više njih) koja leži ili sjedi na krovu Snoopyeve kućice, karta, igra tenis i sl. U crtanom filmu Bon Voyage, Charlie Brown, and dont't come back! (1980.)  koji govori o putovanju Charlieva društva u Francusku, Woodstock često pokazuje ljutnju na Snoopya koji radi ili posjeduje jednostavno ono što Woodstock ne podnosi. U Race For You Life, Charlie Brown (1977.) Woodstock pobjeđuje u jednoj utrci života, ali kad je u oluji izgubio svog "vlasnika", Snoopya, jasno pokazuje veliku tugu. Pojavio se 
u stripu prvi put 60-ih godina 20. stoljeća.
1967. godine kod Snoopyja dolazi Woodstock, ali on još nema ime. Dobiva ga nakon velikog rock festivala održanoga 1969. godine, 22. lipnja 1970. Kada se glasao, glas mu je posuđivao Bill Melandéz koji je posuđivao glas i Snoopyju. 